# Fabian Ver

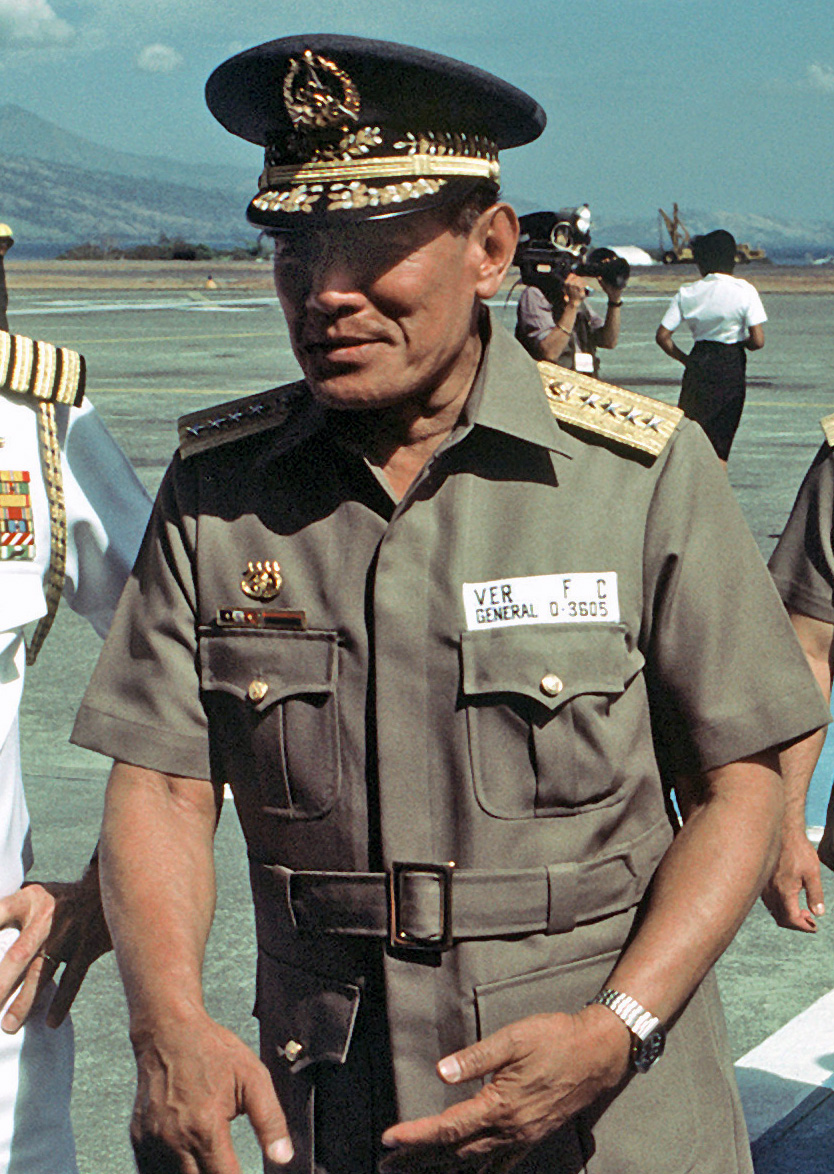
Fabian Ver (1982)

Fabian Cachola Ver (* 20. Januar 1920 in Sarrat, Ilocos Norte, Philippinen; † 21. November 1998 Bangkok, Thailand) war Generalstabschef der philippinischen Armee im Kabinett Ferdinand Marcos und einer dessen engster Vertrauter. Er galt als einer der Drahtzieher der Ermordung von Benigno Aquino, Jr. Der Untersuchungsausschuss, der sich mit Aquinos Ermordung befasste, sprach jedoch Ver von jeglicher Schuld frei.